# Ognjeno strelno orožje na podstavku
Ognjeno strelno orožje na podstavku je vsako orožje na podstavku, ki uporablja energijo za izstrelitev projektila/izstrelka.
Osnovna delitev je sledeča:
- metalci,
- minometi,
- mitraljezi in
- artilerijsko orožje.